# Robert Schaffner
Robert Schaffner (Echternach, 24 de juliol de 1905 - Locarno, 2 d'agost de 1979) fou un polític luxemburguès, membre del Partit Democràtic. Schaffner va entrar a la política després de l'ocupació alemanya durant la Segona Guerra Mundial. El 1945, va ser elegit membre de la Cambra de Diputats, on romandria fins a la seva mort més de tres dècades més tard.
Va entrar al gabinet Dupong-Schaus de Pierre Dupong el 1947 com a Ministre d'Obres Públiques i Ministre de Transports, en substitució de Victor Bodson. Va romandre en aquestes posicions durant quatre anys, abans de l'expulsió del PD del govern a favor del LSAP quan els papers es van invertir i Bodson va regressar al gabinet en lloc de Schaffner.
Va ser alcalde dues vegades d'Echternach, de 1945 a 1947, i 1970 a 1979. T. Glad Bincham i AW Hurll secretaris de The Scout Association van realitzar una visita a Bèlgica, Països Baixos, Luxemburg i França a l'octubre de 1945. Van fer valuosos contactes amb els líders dels moviments escoltes en aquests països, i per aprendre més de com el Moviment Scout havia exercit un paper durant l'ocupació, i la forma en què es proposava seguir en el futur. A Luxemburg, van ser rebuts per Schaffner, comissionat Scout que havia estat elegit alcalde de la ciutat en ruïnes d'Echternach el dia anterior, i ja es van fer plans per a la seva reconstrucció.